# Hypertelorisme

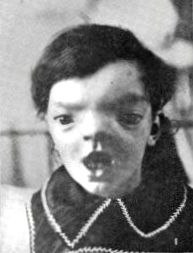
7-jarig meisje met hypertelorisme (foto uit 1924)

Hypertelorisme is het wijd uit elkaar staan van de ogen. Hierdoor ontstaat een brede neusrug.
Hypertelorisme is een symptoom bij een aantal aangeboren afwijkingen en erfelijke aandoeningen, bijvoorbeeld het syndroom van Waardenburg of het syndroom van Aarskog.
Het komt ook wel bij mensen zonder aangeboren afwijking voor en geeft op zich geen specifieke klachten.